# Eco-FAST
L'eco-FAST, o ecoFAST (dall'inglese Focused Assessment with Sonography for Trauma), è una metodica utilizzata nella medicina d'urgenza, che consiste in uno screening eseguito sul paziente attraverso l'utilizzo di un ecografo per la ricerca di raccolte di sangue intorno al cuore (tamponamento cardiaco) o agli organi addominali (emoperitoneo) dopo un trauma fisico.
Lo scopo principale è di identificare un'emorragia interna in un paziente politraumatizzato per avviarlo immediatamente in sala operatoria se emodinamicamente instabile, oppure per candidarlo ad approfondimenti diagnostici di secondo livello se la stabilità dei parametri vitali lo consente.
Il protocollo FAST, nato e codificato in origine per permettere il riconoscimento dell'emoperitoneo ed emopericardio, di recente si è poi ulteriormente esteso a un numero consistente di altre applicazioni cliniche mirate, sempre caratterizzate dalla rapidità di esecuzione, con importanti ricadute diagnostiche e terapeutiche: si è quindi aggiunta l'E-FAST (Extended FAST) con l'obiettivo del riconoscimento ecografico dello pneumotorace.
Successivamente, la FAST ABCDE (Airways, Breathing, Circulation, Disability, Exposure), che fa sì che la metodica aiuti i medici dell'urgenza nel dirimere i numerosi quesiti clinici che possono nascere durante la valutazione nella scala di priorità assoluta che si segue nell'approccio al paziente traumatizzato.

## Studio dell'addome
La raccolta liquida in peritoneo documentabile dalla metodica ecografia è variabile e può oscillare da 50-100 mL fino a 500-600 mL.
La FAST come indagine semplificata e codificata nello studio dell'addome esplora alcuni specifici recessi peritoneali e può inoltre evidenziare anche la presenza di eventuale liquido pleurico, nei seni costo-frenici laterali, e di fluido pericardico. Il versamento libero così identificato, nel contesto di una lesione traumatica, è normalmente dovuto alla presenza di sangue.
La FAST esamina fondamentalmente quattro scansioni ecografiche a livello dell'addome alla ricerca di versamento libero:
1. sottocostale: mirata alla ricerca di un'eventuale raccolta di liquido nel cavo pericardico (versamento pericardico) e permette inoltre una stima della capacità di contrazione del miocardio;
2. quadrante superiore destro dell'addome: mirata alla ricerca di versamento nello spazio o tasca di Morrison, nella regione sovraepatica e nel seno costodiaframmatico di destra;
3. quadrante superiore sinistro dell'addome: mirata alla ricerca di versamento nell'area delle strutture localizzate intorno alla milza (area perisplenica) e nel seno costodiaframmatico sinistro;
4. bacino - pelvi: mirata alla ricerca di versamento nello spazio rettovescicale di Douglas.

## Interpretazione
Un'ecografia FAST viene definita "positiva" al riscontro di una zona anecogena.
Nel quadrante addominale superiore destro questo quadro si manifesta tipicamente nello spazio di Morrison (fra il fegato e il rene); nel quadrante addominale superiore sinistro, il sangue può raccogliersi praticamente ovunque intorno alla milza (spazio perisplenico).
Nella pelvi, il sangue generalmente si raccoglie dietro la vescica, nello spazio rettovescicale, o cavo di Douglas.

## Vantaggi
È un'indagine rapida, da eseguirsi in pochi minuti (3-5 minuti), spesso in contemporanea ad altre procedure o pratiche salva-vita.
È di facile apprendimento da parte di diversi operatori sanitari (esistono corsi specifici della durata di 1-2 giorni) grazie a una semeiotica semplificata in quanto il fluido endoperitoneale all'ecografia si riconosce generalmente come falda anecogena.
L'ecografia FAST è decisamente meno invasiva del lavaggio peritoneale diagnostico, non richiede esposizione alle radiazioni, è meno costosa rispetto alla tomografia computerizzata, pur essendo sostanzialmente sovrapponibile come accuratezza.